# Ambystoma taylori
Ambystoma taylori е вид земноводно от семейство Ambystomatidae. Видът е критично застрашен от изчезване.

## Разпространение
Разпространен е в Мексико.